# Аргентино-израильские отношения
Аргентино-израильские отношения — международные двусторонние исторические и настоящие дипломатические и иные отношения между Аргентиной и Израилем. Оба государства установили дип. отношения 31 мая 1949 года. Посол Израиля в Аргентине — Илан Штульман.

## История

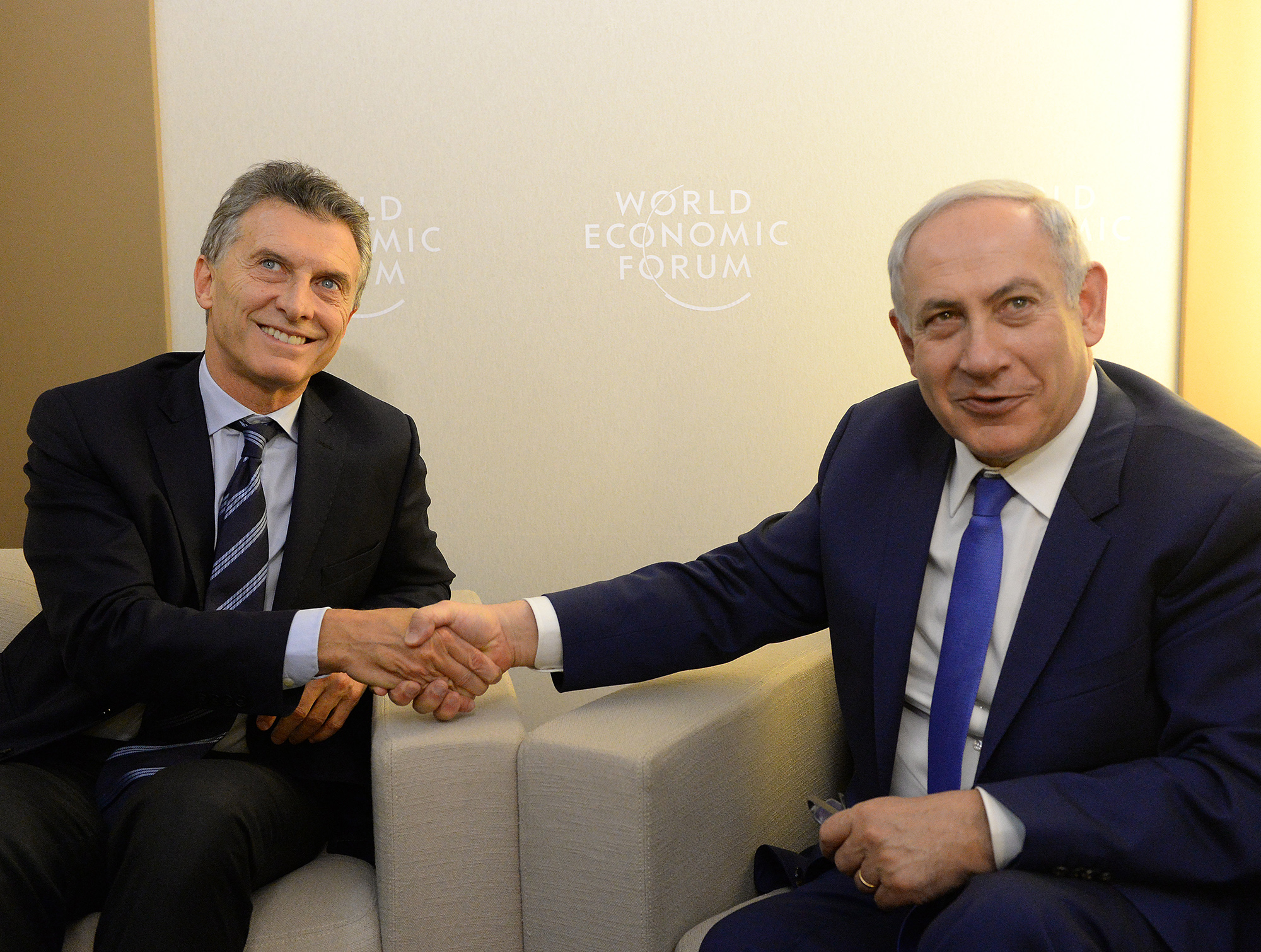
Президент Маурисио Макри и премьер-министр Биньямин Нетаньяху в 2016 году

Отношения между двумя странами были связаны в первые годы охоты за нацистскими преступниками, когда израильский Моссад похитил бывшего нациста Адольфа Эйхмана несмотря на протесты Аргентины о нарушении её суверенитета. После того, как Вторая мировая война закончилась, Аргентина стала безопасным прибежищем для бывших нацистских лидеров, потому что они так необходимые Аргентине денежные инвестиции, капитал и/или техническую помощь.
Карлос Менем был первым главой Аргентины, который совершил дипломатический визит в Израиль в 1991 году. Он предложил помощь на переговорах между Израилем и Сирией в их споре о принадлежности Голанских высот. Однако эти отношения были дополнительно проверены, когда Хезболла была обвинена в бомбардировке израильского посольства и еврейского общинного центра в 1992 и 1994 годах, соответственно. С 2013 года около 100 еврейских организаций по всей Аргентине призвали правительство отменить свой пакт с Исламской Республикой Иран после террористических атак AMIA.
В 2012 году президент Аргентины Кристина Фернандес де Киршнер встретилась с израильско-палестинской делегацией и объявила, что Аргентина возглавит роль Латинской Америки в активизации мирного процесса в палестино-израильском конфликте. В 2010 году Аргентина объявила о намерении присоединиться к Бразилии в признании независимого палестинского государства, вызвав резкую критику со стороны Израиля.
В то время как в Аргентине проживает самое большое еврейское население Латинской Америки, в Аргентине имели место различные случаи антисемитизма, такие как осквернение неизвестными народами 58 еврейских могил в Ла Таблада в 2009 году, главным образом из-за негативных стереотипов о евреях, контролирующих деловые интересы и доминирующих в мире через капитализм, а также о том, что Израиль является союзником США.
В сентябре 2017 года израильский премьер-министр Биньямин Нетаньяху посетил Аргентину с официальным визитом, став таким образом первым действующим главой израильского правительства, посетившим Аргентину и Южную Америку. Этот визит символизирует значительное потепление в отношениях между двумя странами после того, как укреплявшую связи с Ираном Кристину де Киршнер сменил на посту президент Макри, более дружелюбно настроенный к Израилю. Двумя сторонами были подписаны соглашения в сфере внутренней безопасности, таможни, социального страхования, а также об архивах времен Холокоста. Нетаньяху посетил церемонию на площади около израильского посольства, где в 1992 году в результате теракта погибли 29 человек, а также здание израильско-аргентинской ассоциации, где погибли 85 человек в результате атаки, организованной Ираном и Хизбаллой. В Буэнос-Айресе Нетаньягу также встретился с парагвайским президентом Орасио Кортесом, который прибыл в Аргентину специально для этой встречи.
В августе 2018 года Аргентина поддержала Израиль — МИД этой страны выпустил официальное заявление, возлагающее вину за обстрелы еврейского государства и последующие за ними ответы ЦАХАЛа исключительно на группировку ХАМАС, контролирующую власть в Секторе Газа. Аргентинский МИД «выражает обеспокоенность» новым витком насилия, который был «спровоцирован ракетными обстрелами израильской территории».
Президент Аргентины Хавьер Милей посетил Израиль с государственным визитом через 2 месяца после избрания. Прибыв в Тель-Авив 6 февраля 2024 года, он заявил о переносе посольства Аргентины в Иерусалим. 11 июня 2025 года во время очередного визита в Израиль Милей подтвердил это решение и заявил, что перенос посольства состоится в 2026 году. Также Милей объявил, что Аргентина откроет воздушное сообщение с Израилем — впервые с 1960 года.

## Консульские отношения

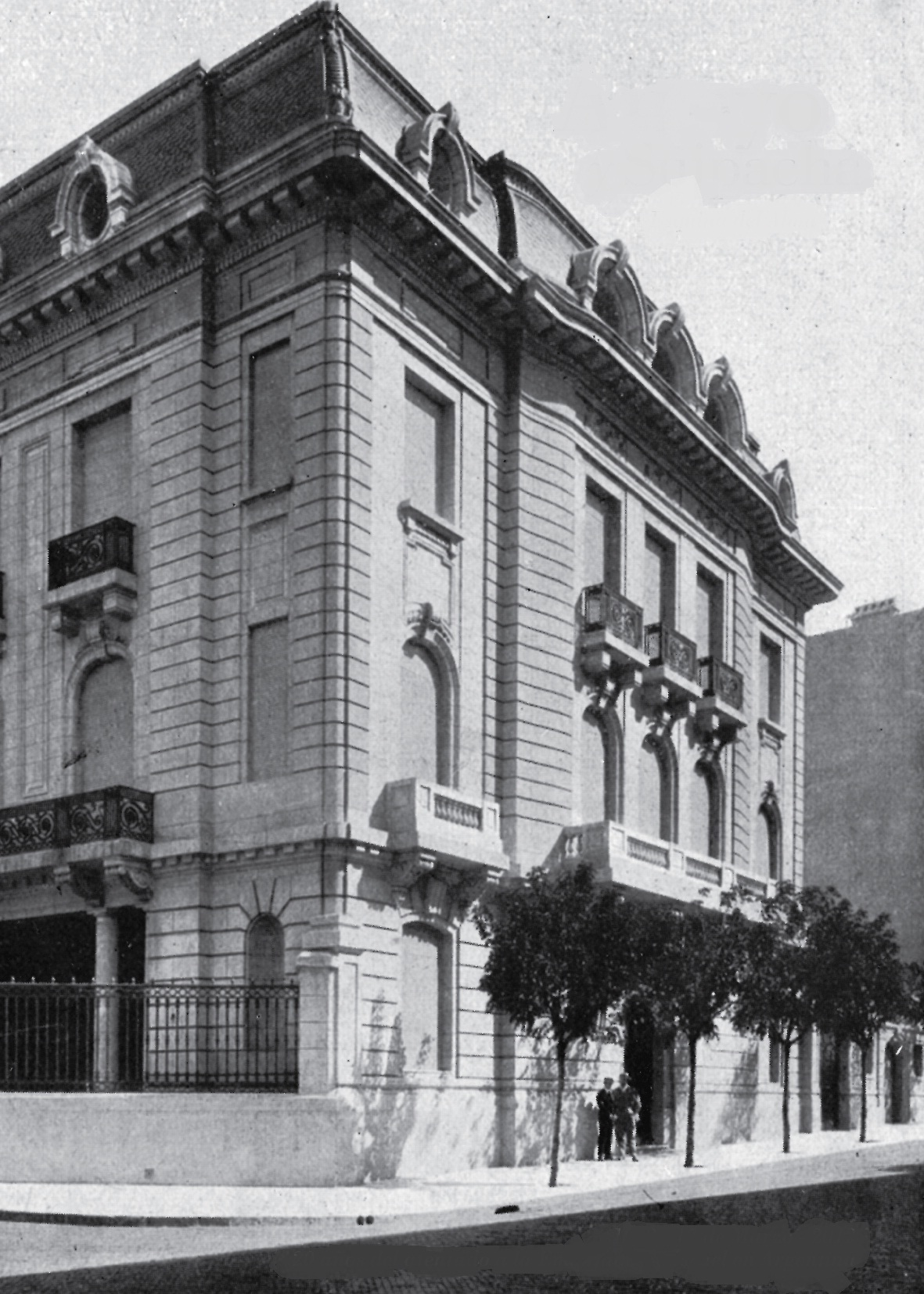
Бывшее израильское посольство в Аргентине

- У Аргентины есть посольство в Тель-Авиве.[18]
- У Израиля есть посольство в Буэнос-Айресе и почётные консульства в Кордобе и Мендосе.[19]

## Военное сотрудничество
В январе 2017 года Аргентина закупила у Израиля сторожевые катера типа «Шальдаг» и компьютеризированные системы наблюдения для борьбы с нелегальным наркотрафиком. Катера оснащены орудийными комплексами «Typhoon» компании «Рафаэль», которые включают телекамеры, тепловизоры и лазерные дальномеры, а также пушками «Oerlikon» и пулемётами. Сумма сделки составила $84 млн.
Для охраны проходившего в конце 2018 года в Аргентине саммита G20 было закуплено израильское оборудование (система киберзащиты) на общую сумму $5,5 млн.